# Condado de Lewis (Missouri)
O Condado de Lewis é um dos 114 condados do estado americano de Missouri. A sede do condado é Monticello, e sua maior cidade é Monticello. O condado possui uma área de 1,323 km² (dos quais 15 km² estão cobertos por água), uma população de 10 494 habitantes, e uma densidade populacional de 95,92 hab/km² (segundo o censo nacional de 2000). O condado foi fundado em 1833.